# Vattenpolo vid olympiska sommarspelen 2012
De olympiska turneringarna 2012 i vattenpolo avgjordes mellan den 29 juli och 12 augusti 2012 i London i Storbritannien. De två turneringarna hade utrymme för 260 deltagare.

## Medaljsammanfattning
| Gren                         | Guld     | Guld     | Silver  | Silver  | Brons      | Brons      |
| ---------------------------- | -------- | -------- | ------- | ------- | ---------- | ---------- |
| Damernas turnering detaljer  | USA      | USA      | Spanien | Spanien | Australien | Australien |
| Herrarnas turnering detaljer | Kroatien | Kroatien | Italien | Italien | Serbien    | Serbien    |

Denna tabell: visa • redigera